# Jevgenyij Ivanovics Saposnyikov
Jevgenyij Ivanovics Saposnyikov (Bolsoj Log, 1942. február 3. – Moszkva, 2020. december 8.) szovjet-orosz katonatiszt, marsall, a Szovjetunió utolsó honvédelmi minisztere.